# Gilles Gauthier (homme politique)
Pour les articles homonymes, voir Gilles Gauthier et Gauthier.
Gilles Gauthier (3 septembre 1935 à Louiseville - 17 août 2015 à Notre-Dame-du-Mont-Carmel) est un avocat et un homme politique québécois.

## Expérience politique
Défait lors des élections fédérales de 1968 sous la bannière conservatrice, Gilles Gauthier est élu sous la bannière unioniste comme député de Trois-Rivières lors de l'élection partielle de 1969. Il est défait en 1970. En 1976, il tenta un retour, sans succès, dans Champlain.